# Gérard Abiton
Gérard Abiton, né en 1954, est un guitariste classique français contemporain.

## Biographie
Gérard Abiton intègre à seize ans le Conservatoire national supérieur de musique et de danse de Paris dans la classe d’Alexandre Lagoya et celle d’écriture (harmonie et contrepoint) d’Alain Truchot.
Après avoir enseigné à l'École nationale de Rennes, puis entre 1993 et 2009 à l'École nationale d'Orléans, il est professeur de musique au Conservatoire à rayonnement régional et au Pôle Supérieur de Paris Boulogne-Billancourt depuis 2010.

## Prix et distinctions
- 1981[2] : 
  - 37ème Concours international d’exécution musicale de Genève.
  - Prix de l’Association des Artistes musiciens de Genève pour son interprétation des “Quatre Pièces Brèves” de Frank Martin.